# 몽니
몽니(Monni)는 대한민국의 4인조 모던 록 밴드이다. 보컬, 기타, 베이스, 드럼으로 구성되어 있다.
밴드 서바이벌 프로그램 TOP 밴드에서 보컬 김신의가 음악전문심사위원을 맡은 적이 있으며, TOP밴드 2에는 밴드 전체가 경연자로 참가하여 4강까지 올랐다.

## 구성원
- 김신의(리더, 보컬)
- 이인경(베이스)
- 정훈태(드럼)
- 공태우(기타)

## 앨범 작품

### 정규
- 1집 《첫째 날, 빛》 (2005.12.01)
- 2집 《This Moment》 (2010.06.14)
- 3집 《단 한번의 여행》 (2011.03.25)
- 4집 《FOLLOW MY VOICE》 (2014.03.18)

### EP 앨범
- 《Monni : and》 (2008.06.19)
- 《New Moment》 (2010.12.10)
- 《Band Music》 (2011.11.11)
- 《소년이 어른이 되어》 (2012.03.20)
- 《인생은 아름다워》 (2013.06.12)
- 《She》 (2014.12.05)
- 《소년의 꿈》 (2015.10.01)
- 《나를 떠나가던》 (2015.10.15)
- 《Grown Up》 (2016.02.04)
- 《고래고래》 (2016.06.17)

## 출연

### 영화
- 《마차 타고 고래고래》 (2017년) - 홍대 버스커 역